# Stínoviště

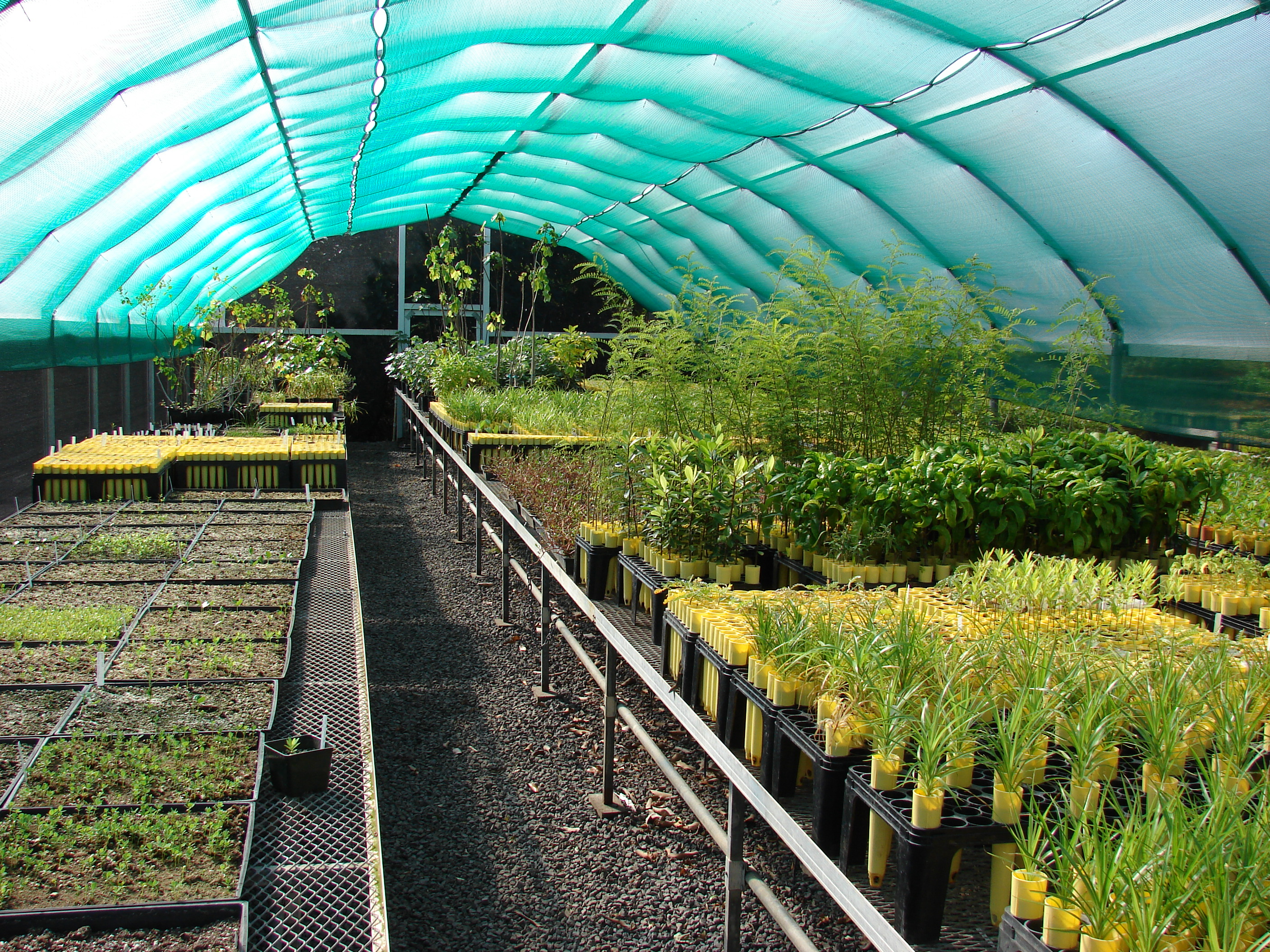
Stínoviště

Stínoviště je stavba sloužící k ochraně rostlin před nadměrným a přímým osluněním. Stínoviště je vhodné pro otužení rostlin, které nejsou v přechodném období (jaro) zvyklé na oslunění, nebo pro pěstování mladých rostlin stínomilných druhů rostlin. Stínoviště může být vybaveno textilní clonou, rákosovými rohožemi, nebo i lamelami, které omezují množství procházejícího světla. Pod stínovištěm bývá často trvalý záhon. Někdy je stínicí technika snímatelná, nebo má možnosti regulace.